# María González (judoczka)
María Eugenia González – chilijska judoczka.
Srebrna medalistka igrzysk Ameryki Południowej w 1982. Wygrała mistrzostwa panamerykańskie w 1982; trzecia w 1984 i 1988 roku.